# Joaquín Luis Ortega
Joaquín Luis Ortega Martín (Burgo de Osma, Soria, 12 de agosto de 1933-Burgos, 9 de marzo de 2020) fue un sacerdote y periodista español. Director de la revista Ecclesia. Vicesecretario y portavoz de la Conferencia Episcopal Española, director de la Biblioteca de Autores Cristianos (BAC), y profesor de Historia y Arte, en diversas instituciones eclesiásticas.

## Biografía

### Formación universitaria
Aunque nacido en la localidad soriana de Burgo de Osma, pasó su infancia en Aranda de Duero, donde fue destinado su padre que trabajaba en la Administración del Estado. Tras ingresar en el seminario de Burgos, se ordenó sacerdote el 19 de marzo de 1956.
Completó su formación universitaria en Roma, donde se licenció en Teología en la Pontificia Universidad Gregoriana. En el Colegio Español de Roma se integró en el grupo poético, que se reunia periodicamente en torno a la revista Estría, fundada por: Martín Descalzo y Javierre. En dicha publicación también colaboraban: José María Cabodevilla, Antonio Montero Moreno, Luis Alonso Schökel y José María Valverde. Junto a todos ellos, otros periodistas como Pedro Miguel Lamet, Manuel de Unciti, Manuel Alcalá, José Antonio Carro Celada y Antonio Pelayo entre otros, formaron parte de una generación de comunicadores al servicio de la Iglesia y de la sociedad española en el segunda mitad del siglo XX. 
Finalizada su formación en Filosofía y Letras, el doctorado en Historia de la Iglesia y diversas incursiones en la cinematografía, la paleografía o los estudios lingüísticos, regresó a Burgos.

### Burgos: docencia y periodismo
En la capital burgalesa supo compatibilizar su ministerio sacerdotal con su actividad periodística. Ejerció como profesor de Historia de la Iglesia e Historia del Arte en la Facultad de Teología del Norte de España, siendo a la vez, el primer director de la recién creada Radio Popular Burgos. Esta emisora había nacido gracias al entusiasmo de algunos Jóvenes de Acción Católica, que con escasos medios y mucha imaginación, emitían desde el desván del Seminario menor San José.

### Madrid
En 1970, José Luis Martín Descalzo le propuso ser redactor de la revista Vida Nueva. En 1975 y hasta 1985 asumió la dirección de la revista Ecclesia, colaborando con otros medios de comunicación, como Radio Nacional, el diario Ya o la Cadena COPE.
Fernando Sebastián le nombró portavoz y vicesecretario de la Conferencia Episcopal Española para la Información (1985-1990). Cinco años después abandonó dicho cargo al asumir la dirección de la Biblioteca de Autores Cristianos (BAC), donde permaneció quince años, hasta su jubilación.
Desarrolló su tarea docente como profesor de la Universidad Pontificia Comillas (Madrid), en el departamento de Historia de la Iglesia.
En los últimos años, continuó compatibilizando su labor pastoral, como capellán de las religiosas Esclavas (Burgos), con su actividad docente, a través de la colaboración mediante la publicación de varios artículos en diversos medios locales, como el Diario de Burgos. También impartió un buen número de conferencias y escribió más de veinte libros.
Sus restos descansarán en el cementerio de San José de Burgos.

## Premios y distinciones
- Premio «¡Bravo!» de prensa (2007)
- Premio Ramón Cunill[2]
- Premio Luca de Tena (1977)[8]